# محمد عیسی (بازیکن فوتبال، زاده ۱۹۸۳)
محمد عیسی (انگلیسی: Muhammad Essa؛ زادهٔ ۲۰ نوامبر ۱۹۸۳) بازیکن سابق و مربی فوتبال اهل پاکستان است.
وی همچنین در تیم‌های ملی فوتبال زیر ۲۳ سال پاکستان و پاکستان بازی کرده است.